# Быков, Михаил Александрович
Михаи́л Алекса́ндрович Бы́ков (24 июля 1945 — 21 апреля 2019, Санкт-Петербург) — советский и российский телеведущий, диктор Ленинградского телевидения. Диктор Петербургского метрополитена (1978—2019).

## Биография
Родился в семье морского пограничника и певицы 24 июля 1945 года, но в одном из интервью Михаил Быков сказал, что родился в июне. Детство будущего диктора прошло на Севере, потом семья переехала в Ленинград. Окончив 8 классов, он поступил в техникум холодильной промышленности, но во время учёбы всё время «пропадал в драмкружке».
Затем Михаил Быков учился в театральном училище на курсе Зиновия Корогодского, по распределению попал в Рязанский ТЮЗ. В 1968 году снялся в короткометражном фильме «Летний дождь» в роли одного из музыкантов.
В 1969 году вернулся в Ленинград, работал на радио диктором-практикантом, через полтора года был приглашён на телевидение. Михаил Быков вёл новости, несколько передач, праздничные концерты, озвучивал киножурналы «Ленинградская хроника» и «Панорама ТВ», читал программы передач и заполнял паузы между эфирами, как дежурный диктор (последнее — до 1998 года). Занимался постановкой речи со знаменитыми политиками.
После распада СССР Быков остался работать на Пятом канале, по-прежнему читал программу передач (с середины 1990-х годов — за кадром), озвучивал анонсы. С 25 декабря 2000 по 29 декабря 2001 года был ведущим программы «Седьмая студия».
В конце 2002 года перешёл на Региональное телевидение, где до конца 2007 года вёл Региональные новости.
В 2010—2014 был арт-директором кинокомпании «Ленфильм-XXI».
Визитной карточкой Михаила Быкова стала работа над объявлением станций Петербургского метрополитена, которой он занимался с конца 1970-х по 2019 год.
Скончался 21 апреля 2019 года в Санкт-Петербурге на 74-м году жизни. Похоронен 24 апреля 2019 года на Комаровском поселковом кладбище. Однако голос Михаила Быкова продолжал использоваться в Петербургском метрополитене после его смерти до лета 2021 года.

### Фильмография
- Летний дождь (1968) — музыкант
- …Всё, что на сердце у меня (1987) — читает текст